# ウィリアム・ハウ
第5代ハウ子爵ウィリアム・ハウ（英: William Howe, 5th Viscount Howe、1729年8月10日 - 1814年7月12日、バス勲章受章者、枢密顧問官）は、イギリス軍の将軍であり、アメリカ独立戦争の時はイギリス軍の総司令官だった。軍人の家系に生まれ、当時ハウ3兄弟の一人だった。1775年の功績でナイトに叙せられてサー・ウィリアムと呼ばれ、兄のリチャード・ハウが1799年に死去したときに子爵位を継承した。
ハウの戦争における業績は、ボストンのバンカーヒルの戦いと呼ばれるブリーズヒルでの自軍の損失も多かった勝利や、ニューヨーク市およびフィラデルフィア市の占領などの成功の反面、サラトガの戦いでの敗北によってフランスを戦いに引き込んだがために、マイナスの評価がなされている。

## 生い立ち
ウィリアム・ハウは第2代ハウ子爵エマヌエル・ハウとシャーロットの3番目の息子としてイングランドに生まれた。メアリーの母であるレンスターとダーリントンの伯爵夫人ソフィア・フォン・キールマンセグはイギリス王ジョージ1世の異母妹だった。この王家との縁戚関係がハウ家3人兄弟の出世に貢献した可能性があるが、3人とも有能な士官だったことも事実である。ウィリアムの長兄第3代ハウ子爵ジョージ・ハウも将軍であり、1758年のタイコンデロガでのカリヨンの戦い直前に戦死した。次兄の初代ハウ伯爵リチャード・ハウは海軍の提督であり、アメリカ独立戦争に関わっている。
ハウは1746年、17歳の時にカンバーランド公竜騎兵隊に少尉の位を購入して入隊した。翌年のオーストリア継承戦争では、中尉としてフランドルで戦った。戦後第20歩兵連隊に入り、ジェームズ・ウルフと友人になった。

## 七年戦争
七年戦争の時、任務で初めてアメリカの地を踏んだ。この戦争ではさして評価を上げなかったが、1758年ルイブール要塞攻略戦では連隊を指揮して水陸協働の上陸を成功に導いた。銃火の中で行われたこの行動は、側面攻撃を成功させ指揮官からの称賛を得た。
ハウは、1759年9月13日のカナダにおけるケベックの戦いでは、ウルフ少将のもとで、軽歩兵を指揮した。戦いながら駆け上がってエイブラハム平原の陣地を取る動きを指揮し、ウルフの軍隊が戦い前に集結する道を切り開いた。この戦功で彼は准将に昇進した。イングランド帰国前のモントリオール占領戦でもジェフリー・アマースト将軍のもとで勲功を立てた。さらに1761年、フランス海岸沖のベル・イル島占領にも従軍した。また、1762年のハバナの攻防戦では将軍の副官を務めた。
1758年の下院議員選挙でハウはノッティンガム選出の議員となった。この時の選挙は異常であり、1761年の選挙と同様60人以上の陸軍士官が下院議員に選出されている。ハウは概してアメリカ植民地に同情的だった。高圧的な諸法に反対し、1774年にはアメリカに対する現役任務に抵抗することを選挙民に約束している。しかし、1775年にアメリカで反乱が起こり、ジョージ3世の召集に応じてイギリス軍を率いアメリカの戦場に向かった。

## アメリカ独立戦争
ハウ少将はボストンで包囲されているトマス・ゲイジ将軍への援兵4,000名を引きつれて5月15日にボストンに到着した。ゲイジはハウ、ジョン・バーゴイン、ヘンリー・クリントンと共に包囲を破る作戦を検討した。その作戦はボストン周辺の高台を占領して、続いて包囲している民兵隊を攻撃することだったが、アメリカ大陸軍はイギリス軍の作戦を知ると、6月16日の夜にチャールズタウン半島の高台を要塞化した。

### バンカーヒル
ハウは大陸軍の陣地を大軍の正面攻撃で破ろうと考えた。ハウが上官だったのでイギリス軍の指揮を執り、6月17日のバンカーヒルの戦いで率いることになった。自らは右翼を受け持ち目標を攻略できたが、その代償も目を覆うほど大きかった。イギリス軍の損失はアメリカ独立戦争の戦闘中でも最大のものになった。クリントン将軍は「大きな犠牲を払った勝利だ。もう一度やったら我々の破滅だ」と叫んだ。
ハウは戦闘で傷つくことは無かったが、その戦闘心に大きな変化が起こった。ウルフ将軍の副官だった時は大胆不敵な攻撃的指揮官だったが、慎重になり、直接の対決を躊躇する将軍になった。彼の見方では、公然と反旗を翻しているのは植民地人の中でも少数派であり、イギリス軍の力を見せつければ崩壊してしまうというものだったが、これが壊された。ハウは本国のアメリカ担当大臣ジョージ・ジャーメインに報告書を送り、19,000名の増援を要請し、更に予告を付け加えた。「増派依頼が叶わなければ、この戦争はイギリスが完全に病んでしまうまで続くことになるかもしれない。」この「柔な6フィートの体で、ある者に言わせれば「粗野だ」となる顔を持つ」男が、驚くほどのことではないが兄のハウ提督の意見への顕著な依存と組み合わされた自信の著しい欠如を私的に暴露していた。

### ニューヨーク方面作戦
1775年10月10日、ハウはゲイジ中将がイングランドに戻ったときに、彼に代わって大陸派遣軍の総司令官となった。この年ナイトにも叙せられウィリアム卿となった。1776年の4月、司令官任務は恒久的なものとなったが、カナダのケベック駐在軍はガイ・カールトン将軍の指揮下のままだった。ハウはその年の夏、ロングアイランドの戦いでジョージ・ワシントンを破ったが、その勝利にさらに追い討ちを掛けるべくブルックリンハイツに陣取るワシントン軍前線への攻撃をハウが許さなかったために、ワシントンの大陸軍は夜の間にイースト川を渡って戦略的撤退を成し遂げ、また翌朝の深い霧にも助けられた。部下のクリントンなどが推奨したようにハウがその持てる兵力33,000名でブルックリンハイツに攻撃をかけておれば、ワシントンの全軍を捕捉して、その時その場で独立戦争は終わっていたかもしれない。ハウがそうできなかったことはこの戦争で最大の逸機と一般に考えられている。また、9月には、スパイの容疑でネイサン・ヘイルの処刑を命じた。

### フィラデルフィア方面作戦
1776年11月30日、ハウはジャーメインに手紙を書いて、10,000名の軍隊にハドソン川を遡らせ、オールバニを占領するつもりだと告げた。ハウは後にその考えを変え、ジャーメインにオールバニ遠征はペンシルベニアのフィラデルフィアを占領した後にすると伝えた。ジャーメインはこの手紙を1777年2月23日に受け取った。
ハウの作戦行動はフィラデルフィアの南西、メリーランドのヘッド・オブ・エルクで始まった。1777年9月1日、ワシントンはブランディワインの戦いで、ブランディワイン・クリークに沿ったチャズフォード近くでイギリス軍の動きを止めようとした。ハウはワシントン軍を破り、数週間の操軍後にフィラデルフィア市に入った。しかし、その3週間後の10月4日、ワシントン軍がジャーマンタウンで夜明けの急襲を行い、イギリス軍を打ち破る寸前までいったがその後に撃退された。

### フィラデルフィア方面作戦の結果
フィラデルフィア方面作戦と同時進行して、ジョン・バーゴイン将軍はモントリオールからオールバニ占領を目指すサラトガ方面作戦の遠征隊を率いていた。バーゴイン軍は取りやめられたニューヨークからのオールバニ遠征軍と合流することになっていた。バーゴインの作戦は、ジャーメインがハウからハドソン川を遡ってオールバニへは行かないと知らされた後の1777年2月28日に承認されていた。当時まだロンドンにいたバーゴインにハウの変更された作戦についてジャーメインが伝えたかどうかは不明なままである。ある資料では伝えたことになっているが、他の資料では作戦がかなり進行するまでバーゴインはその変更を知らされなかったとしている。ハウがカナダからの侵攻を支援すると期待される程度についてジャーメイン、ハウおよびバーゴインの3者が同じ認識を持っていたかどうかも不明である。ハウは指示に従えずバーゴイン軍を実質的に捨てたのだという者もいる。バーゴインが使命を果たせなかったので、その責をハウとクリントンに負わせようとしたのだという者もいる。
このような主張のどれが真実であろうと、バーゴイン軍はサラトガで破れ降伏したことは、ハウ軍がジャーマンタウンで危うく負けそうに成ったこととも組み合わされて、この戦争の当事者同士の戦略を劇的に変化させた。ハウがフィラデルフィアを占領したことで苦しんでいた大陸会議に対する支援が強化され、サラトガでの勝利はフランスをしてイギリスに対する戦争に参入する決断をさせた。スペインやオランダも間もなく参入した。この敗戦は当時のフレデリック・ノースが率いていたイギリス政府の力を弱めることにもなった。

## 晩年
ハウは1778年に辞職し、5月20日にヘンリー・クリントンが北アメリカ派遣軍の総司令官を継いだ。ハウはイギリスに戻り、ハウとその兄の提督は北アメリカで取った行動について非難を浴びた。
1782年、ハウは枢密院顧問となった。兄リチャードが1799年に男子後継者無しに亡くなると、アイルランド貴族を継ぎ、第5代ハウ子爵となった。1814年にプリマスの知事となりそこでその年に死亡した。トゥィッケナムの墓地であるホーリーロードに葬られた。ハウにも男子後継者がおらず、生き残っている兄弟もいなかったので、子爵家も終わりとなった。